# Municipio Andamarca
Das Municipio Andamarca (auch: Santiago de Andamarca) ist ein Verwaltungsbezirk im Departamento Oruro im Hochland des südamerikanischen Anden-Staates Bolivien.

## Lage im Nahraum
Das Municipio Andamarca ist eines von zwei Municipios in der Provinz Sud Carangas. Es grenzt im Norden an die Provinz Saucarí, im Nordwesten an die Provinz Carangas, im Westen an das Municipio Belén de Andamarca, im Süden an die Provinz Ladislao Cabrera, im Südosten an die Provinz Sebastián Pagador, im Osten an die Provinz Eduardo Avaroa und im Nordosten an die Provinz Poopó.
Das Municipio umfasst 96 Ortschaften, der zentrale Ort des Municipios ist Santiago de Andamarca mit 468 Einwohnern (Volkszählung 2012) im nördlichen Teil des Municipios.

## Geographie
Das Municipio Andamarca liegt am östlichen Rand des bolivianischen Altiplano und westlich der Anden-Gebirgskette der Cordillera Central. Die Region ist geprägt durch ein ausgesprochenes Tageszeitenklima, bei dem die Temperaturen zwischen Tag und Nacht stärker schwanken als im durchschnittlichen Jahresverlauf.
Die mittlere Durchschnittstemperatur der Region liegt bei 7,4 °C (siehe Klimadiagramm Corque), die Monatsdurchschnittstemperaturen schwanken zwischen 3 °C von im Juni/Juli und 10 °C von November bis März. Der Jahresniederschlag beträgt nur knapp 300 mm; von April bis Oktober herrscht eine ausgeprägte Trockenzeit mit Monatsniederschlägen von weniger als 10 mm, nur von Dezember bis März fallen Monatsniederschläge von 40 bis 75 mm.

## Bevölkerung
Die Bevölkerungszahl des Municipio Andamarca ist zwischen 1992 und 2024 auf mehr als das Doppelte angestiegen:
| Jahr | Einwohner | Quelle       |
| ---- | --------- | ------------ |
| 1992 | 3005      | Volkszählung |
| 2001 | 4588      | Volkszählung |
| 2012 | 5215      | Volkszählung |
| 2024 | 6300      | Volkszählung |

Die Bevölkerungsdichte des Municipio bei der letzten Volkszählung von 2024 betrug 2,4 Einwohner/km², der Anteil der städtischen Bevölkerung war 0 Prozent, die Lebenserwartung der Neugeborenen lag im Jahr 2001 bei 62,1 Jahren.
Der Alphabetisierungsgrad bei den über 19-Jährigen beträgt 77 Prozent, und zwar 90 Prozent bei Männern und 63 Prozent bei Frauen (2001).

## Politik
Ergebnis der Regionalwahlen (concejales del municipio) vom 4. April 2010:
| Wahlberechtigte |  | Stimmen | gültig |  | MAS-IPSP |
| --------------- |  | ------- | ------ |  | -------- |
| 2.265           |  | 2.011   | 1.366  |  | 1.366    |
|                 |  | 88,8 %  | 67,9 % |  | 100,0 %  |

Ergebnis der Regionalwahlen (elecciones de autoridades políticas) vom 7. März 2021:
| Wahl- berechtigte |  | Wahl- beteiligung | gültige Stimmen |  | MAS-IPSP | MTS     | PP     | UN SOL PARA ORURO | BST    | UNICO  |
| ----------------- |  | ----------------- | --------------- |  | -------- | ------- | ------ | ----------------- | ------ | ------ |
| 2.399             |  | 1.968             | 1.792           |  | 1.389    | 213     | 102    | 25                | 24     | 13     |
|                   |  | 82,03 %           | 91,06 %         |  | 77,51 %  | 11,89 % | 5,69 % | 1,40 %            | 1,34 % | 0,73 % |

## Gliederung
Das Municipio untergliedert sich in die folgenden drei Kantone (cantones):
- 04-1201-01 Kanton Andamarca – 45 Ortschaften – 2.629 Einwohner
- 04-1201-02 Kanton Orinoca – 22 Ortschaften – 1.503 Einwohner
- 04-1201-03 Kanton Eduardo Avaroa – 29 Ortschaften – 1.083 Einwohner

## Ortschaften im Andamarca
- Kanton Andamarca
  - Andamarca 468 Einw.

- Kanton Orinoca
  - Orinoca 638 Einw. – Isallavi 33 Einw.

- Kanton Eduardo Avaroa
  - Eduardo Avaroa 374 Einw.